# Лорія Давид Григорович
Давид Григорович Лорія (каз. Давид Григорьевич Лория; нар. 31 жовтня 1981, Целиноград, Казахська РСР) — казахстанський футболіст, воротар. Триразовий чемпіон Казахстану (2000-2001, 2006).

## Клубна кар'єра
Завдяки Григорію Лорію, своєму батькові, Давид став футболістом. Навчався у школі московського ЦСКА. Грав у чемпіонаті Південної Австралії за «Енфілд-Сіті Фелконс». Навчався в інтернаті Фелконс, клуб вважався напівпрофесіональним.
1998 року повернувся до Казахстану, до рідної команди «Женіс», президентом якої був його батько Григорій Лорія. 29 жовтня 2000 року в «золотому матчі» з «Аксес-Голден Грейн» (Петропавловськ) (2:0) 19-річний Лорія поставлений у ворота замість основного воротаря Олега Воскобойнікова, команда вперше стала чемпіоном Казахстану. Успіх повторився й наступного сезону 2001 року.
У 2002 році Лорія перейшов до кокшетауського «Єсіля», там отримав травму хрестоподібних зв'язок коліна й майже рік не грав. У клубі були проблеми з фінансами, і Лорія підписав у 2004 році контракт із карагандинським «Шахтарем». Провів два сезони (65 матчів та 50 пропущених м'ячів), Лорія пішов у 2006 році в оренду до столичної «Астани». У тому сезоні команда стала чемпіоном, а Лорія отримав свою третю золоту медаль.
14 липня 2007 року побував на тижневому перегляді у ПСВ (Ейндговен). Тренер ПСВ Роналд Куман був вражений грою Давида у серпні 2006 року в першому матчі кваліфікації чемпіонату Європи Казахстан - Бельгія (0:0). 24 липня 2007 року також побував на перегляді в «Спарті» (Роттердам). Жоден клуб не підписав з ним контракт, хоча Давід показав хороші результати на перегляді.
У 2007 році воротар «Гальмстаду» Маґнус Бахне отримав травму і пропустив решту сезону. Таким чином, у команді залишився лише один підготовлений воротар, що змусило «Гальмстад» шукати нового воротаря на решту сезону. Шведи зупинили свій вибір на гравцеві збірної Казахстану Давіді Лорії, з яким підписали контракт на 3 місяці. Закріпитися у складі не зумів, отримав травму паху.
|  | Я поїхав туди, щоби відчути, що таке європейський футбол. Відчув? Безперечно. Побачив уболівальників, країну, іншу культуру, життя. |

Погравши у Швеції, повернувся до «Шахтаря». У 2009 році перейшов у «Спартак-Нальчик». Здебільшого зіграв 8 матчів. Через невелику кількість ігрової практики вирушив в оренду до «Локомотива» (Астана).
|  | Для мене перебування в «Спартаку» вилилося у добрий досвід та чудову школу. Навіть коли я не грав, а просто сидів на лавці. Але все одно полірувати її ніколи не хочеться, хочеться грати. Тому довелося попрощатися. |

Після закінчення контракту залишив «Спартак-Нальчик». Були чутки, що Лорія поповнить склад чемпіона країни «Тобола», але вирішив перейти до павлодарського «Іртиша». Після закінчення сезону 2010 року, коли команда взяла бронзові медалі, продовжив контракт. А в сезоні 2012 року «Іртиш» став віце-чемпіоном країни.
Після першого кола, 17 липня 2012 року підписав контракт із турецьким клубом Першої ліги «Різеспор». Дебютував у поєдинку проти «Газіантепспору», його команда перемогла з рахунком 2:1. У грі проти «Тавшанли», відстояв на «нуль». У підсумку разом із захисником Саматом Смаковим допомогли клубу з другого місця вийти до Суперліги, обидва визнані найкращими у Першому дивізіоні Туреччини на своїх позиціях.
У 2013 році обидва повернулися до Казахстану і підписали контракти з алматинським «Кайратом», але на початку сезону 2014 року розірвав контракт з власної ініціативи, ймовірно через конфлікт з тренером.
Влітку 2014 року знову повернувся до Туреччини, цього разу до ізмірського клубу Першої ліги «Каршияка». Однак через 7 місяців через фінансові проблеми клуб повернувся додому.
Навесні 2015 року разом зі Смаковим знову підписав контракт із павлодарським «Іртишем». Клуб, який у сезоні 2014 року ледь не вилетів до Першої ліги, тепер потрапив у шістку найкращих.
Сезон 2016 року не закінчив через травму спини, у вересні направлений на реабілітацію до Італії. Проте клуб зумів утримати високі позиції та завоював бронзові медалі чемпіонату. Із Давидом Лорією «Іртиш» уклав новий контракт на два роки. 21 жовтня 2017 року в матчі «Іртиша» з «Актобе» Лорія, під час перехоплення верхового м'яча, невдало приземлився та порвав ахілове сухожилля на п'яті. Операцію знову пройшла в Італії.
У лютому 2018 року клуб вирішив розлучитися зі своїм ветераном, а Давид того ж місяця перейшов до «Актобе», який очолив його старий друг Самат Смаков. Клубу заборонили трансфери через старі борги, і 26 березня підписав контракт із бронзовим призером чемпіонату «Ордабаси». Але вже в липні через травму того ж ахіллового сухожилля змушений був розірвати контракт із клубом.
24 серпня 2018 року вільним агентом підписав контракт з «Кайратом» до кінця сезону 2018 року. Провів єдиний за команду і, як виявилося, свій останній матч у футболі 27 жовтня 2018 року проти павлодарського «Іртиша» (0:1), пропустив вже на 2-й хвилині м'яч від португальця Карлуша Фонсеки.
У січні 2019 року на пропозицію колишнього партнера Андрія Карповича підписав контракт із новим клубом Прем'єр-ліги «Окжетпесом». Але травма на початку березня та перенесена операція на спині не дозволили йому зіграти за команду навесні, й 28 травня 37-річний футболіст оголосив про закінчення кар'єри. У 2021 році працював генеральним директором футбольного клубу «Астана».

## Кар'єра в збірній
Представляв Казахстан на молодіжному рівні, коли вони кваліфікувалися на молодіжний чемпіонат світу 1999 року в Нігерії. 17-тирічний Давід був наймолодшим гравцем цієї команди.
У національній збірній Казахстану головного тренера Ваїта Талгаєва дебютував 26 травня 2000 року у поєдинку зі збірною Сирії. У тому невдалому матчі Лорія пропустив 4 м'ячі, у наступному поєдинку із Саудівською Аравією вийшов у другому таймі та знову пропустив м'яч (0:1). На три роки перестав викликатися до збірної. Про нього згадав 2005 року Сергій Тимофєєв. Потім його продовжував залучати до збірної нідерландський фахівець Арно Пайперс. У матчі кваліфікаційного турніру Євро-2008 зі збірною Сербії став одним із героїв матчу, коли Казахстан вперше виграв матч у такому турнірі (2:1). З приходом Бернда Шторка до збірної Казахстану у 2009 році перестав викликатись у головну команду країни. Лише 2011 року Мірослав Беранек викликав його на пару матчів. Після тривалої відсутності Давида у збірній новий головний тренер Талгат Байсуфінов у 2016 році знову запросив його до команди. У 2017 році Давід зіграв 5 матчів у збірній російського тренера Олександра Бородюка. Загалом провів у збірній 45 поєдинків та пропустив 77 м'ячів.

## Особисте життя
- Батько Григорій Отарович Лорія, функціонер та директор футбольного клубу «Кизилжар»[24]. Брат — Отар. Дружина — Інна.
- Володіє рестораном в Астані[3].
- Має вчений ступінь кандидата педагогічних наук.

## Статистика виступів

### Клубна
Станом на 27 жовтня 2018
| Клуб                          | Сезон             | Ліга                    | Ліга  | Ліга | Нац. кубок | Нац. кубок | Кубок ліги | Кубок ліги | Конт. кубок | Конт. кубок | Інші  | Інші | Загалом | Загалом |
| Клуб                          | Сезон             | Дивізіон                | Матчі | Голи | Матчі      | Голи       | Матчі      | Голи       | Матчі       | Голи        | Матчі | Голи | Матчі   | Голи    |
| ----------------------------- | ----------------- | ----------------------- | ----- | ---- | ---------- | ---------- | ---------- | ---------- | ----------- | ----------- | ----- | ---- | ------- | ------- |
| «Автомобіліст»                | 1997              | Прем'єр-ліга Казахстану | 1     | 0    |            |            | –          | –          | –           | –           | –     | –    | 1       | 0       |
| «Женіс» (Астана)              | 1998              | Прем'єр-ліга Казахстану | 3     | 0    |            |            | -          | -          | -           | -           | -     | -    | 3       | 0       |
| «Женіс» (Астана)              | 1999              | Прем'єр-ліга Казахстану | 7     | 0    |            |            | -          | -          | -           | -           | -     | -    | 7       | 0       |
| «Женіс» (Астана)              | 2000              | Прем'єр-ліга Казахстану | 12    | 0    |            |            | -          | -          | -           | -           | -     | -    | 12      | 0       |
| «Женіс» (Астана)              | 2001              | Прем'єр-ліга Казахстану | 22    | 0    |            |            | -          | -          | -           | -           | -     | -    | 22      | 0       |
| «Женіс» (Астана)              | 2002              | Прем'єр-ліга Казахстану | 16    | 0    |            |            | -          | -          | -           | -           | -     | -    | 16      | 0       |
| «Женіс» (Астана)              | Загалом           | Загалом                 | 60    | 0    |            |            | -          | -          | -           | -           | -     | -    | 60      | 0       |
| «Єсіль»                       | 2003              | Прем'єр-ліга Казахстану | 7     | 0    |            |            | –          | –          | –           | –           | –     | –    | 7       | 0       |
| «Шахтар» (Караганда)          | 2004              | Прем'єр-ліга Казахстану | 35    | 0    |            |            | -          | -          | -           | -           | -     | -    | 35      | 0       |
| «Шахтар» (Караганда)          | 2005              | Прем'єр-ліга Казахстану | 30    | 0    |            |            | -          | -          | -           | -           | -     | -    | 30      | 0       |
| «Шахтар» (Караганда)          | 2006              | Прем'єр-ліга Казахстану | 0     | 0    |            |            | -          | -          | -           | -           | -     | -    | 0       | 0       |
| «Шахтар» (Караганда)          | 2007              | Прем'єр-ліга Казахстану | 18    | 0    |            |            | -          | -          | -           | -           | -     | -    | 18      | 0       |
| «Шахтар» (Караганда)          | 2008              | Прем'єр-ліга Казахстану | 29    | 0    |            |            | -          | -          | 2           | 0           | -     | -    | 31      | 0       |
| «Шахтар» (Караганда)          | Загалом           | Загалом                 | 112   | 0    |            |            | -          | -          | 2           | 0           | -     | -    | 114     | 0       |
| «Астана» (оренда)             | 2006              | Прем'єр-ліга Казахстану | 24    | 0    |            |            | -          | -          | -           | -           | -     | -    | 24      | 0       |
| «Гальмстад» (оренда)          | 2007              | Аллсвенскан             | 7     | 0    |            |            | -          | -          | -           | -           | -     | -    | 7       | 0       |
| «Спартак-Нальчик»             | 2009              | Прем'єр-ліга Росії      | 2     | 0    |            |            | -          | -          | -           | -           | -     | -    | 2       | 0       |
| «Локомотив» (Астана) (оренда) | 2009              | Прем'єр-ліга Казахстану | 12    | 0    | 3          | 0          | -          | -          | -           | -           | -     | -    | 15      | 0       |
| «Іртиш» (Павлодар)            | 2010              | Прем'єр-ліга Казахстану | 32    | 0    |            |            | -          | -          | -           | -           | -     | -    | 32      | 0       |
| «Іртиш» (Павлодар)            | 2011              | Прем'єр-ліга Казахстану | 9     | 0    |            |            | -          | -          | 0           | 0           | -     | -    | 9       | 0       |
| «Іртиш» (Павлодар)            | 2012              | Прем'єр-ліга Казахстану | 14    | 0    |            |            | -          | -          | -           | -           | -     | -    | 14      | 0       |
| «Іртиш» (Павлодар)            | Загалом           | Загалом                 | 55    | 0    |            |            | -          | -          | -           | -           | -     | -    | 55      | 0       |
| «Чайкур Різеспор»             | 2012–13           | Перша ліга Туреччини    | 33    | 0    | 0          | 0          | -          | -          | -           | -           | -     | -    | 33      | 0       |
| «Кайрат»                      | 2013              | Прем'єр-ліга Казахстану | 13    | 0    | 0          | 0          | -          | -          | -           | -           | -     | -    | 13      | 0       |
| «Кайрат»                      | 2014              | Прем'єр-ліга Казахстану | 3     | 0    | 0          | 0          | -          | -          | 0           | 0           | -     | -    | 3       | 0       |
| «Кайрат»                      | Загалом           | Загалом                 | 16    | 0    | 0          | 0          | -          | -          | 0           | 0           | -     | -    | 16      | 0       |
| «Каршияка»                    | 2014–15           | Перша ліга Туреччини    | 8     | 0    | 0          | 0          | -          | -          | -           | -           | -     | -    | 8       | 0       |
| «Іртиш» (Павлодар)            | 2015              | Прем'єр-ліга Казахстану | 29    | 0    | 0          | 0          | -          | -          | -           | -           | -     | -    | 29      | 0       |
| «Іртиш» (Павлодар)            | 2016              | Прем'єр-ліга Казахстану | 24    | 0    | 0          | 0          | -          | -          | -           | -           | -     | -    | 24      | 0       |
| «Іртиш» (Павлодар)            | 2017              | Прем'єр-ліга Казахстану | 30    | 0    | 0          | 0          | -          | -          | 4           | 0           | -     | -    | 34      | 0       |
| «Іртиш» (Павлодар)            | Загалом           | Загалом                 | 83    | 0    | 0          | 0          | -          | -          | 4           | 0           | -     | -    | 87      | 0       |
| «Ордабаси»                    | 2018              | Прем'єр-ліга Казахстану | 7     | 0    | 0          | 0          | -          | -          | -           | -           | -     | -    | 7       | 0       |
| «Кайрат»                      | 2018              | Прем'єр-ліга Казахстану | 1     | 0    | 0          | 0          | -          | -          | -           | -           | -     | -    | 1       | 0       |
| «Окжетпес»                    | 2019              | Прем'єр-ліга Казахстану | 0     | 0    | 0          | 0          | -          | -          | -           | -           | -     | -    | 0       | 0       |
| Усього за кар'єру             | Усього за кар'єру | Усього за кар'єру       | 428   | 0    | 3          | 0          | -          | -          | 6           | 0           | -     | -    | 437     | 0       |

### У збірній

#### По роках
| національна збірна Казахстану | національна збірна Казахстану | національна збірна Казахстану |
| Рік                           | Матчі                         | Голи                          |
| ----------------------------- | ----------------------------- | ----------------------------- |
| 2000                          | 2                             | 0                             |
| 2001                          | 1                             | 0                             |
| 2002                          | 0                             | 0                             |
| 2003                          | 0                             | 0                             |
| 2004                          | 0                             | 0                             |
| 2005                          | 4                             | 0                             |
| 2006                          | 7                             | 0                             |
| 2007                          | 13                            | 0                             |
| 2008                          | 6                             | 0                             |
| 2009                          | 2                             | 0                             |
| 2010                          | 0                             | 0                             |
| 2011                          | 2                             | 0                             |
| 2012                          | 0                             | 0                             |
| 2013                          | 0                             | 0                             |
| 2014                          | 0                             | 0                             |
| 2015                          | 0                             | 0                             |
| 2016                          | 3                             | 0                             |
| 2017                          | 6                             | 0                             |
| Total                         | 46                            | 0                             |

Станом на 10 червня 2017 року

#### По матчах
Станом на 31 серпня 2016
| Матчі Давида Лорії за збірну Казахстану | Матчі Давида Лорії за збірну Казахстану | Матчі Давида Лорії за збірну Казахстану | Матчі Давида Лорії за збірну Казахстану | Матчі Давида Лорії за збірну Казахстану | Матчі Давида Лорії за збірну Казахстану | Матчі Давида Лорії за збірну Казахстану |
| --------------------------------------- | --------------------------------------- | --------------------------------------- | --------------------------------------- | --------------------------------------- | --------------------------------------- | --------------------------------------- |
| №                                       | Дата                                    | Суперник                                | Рахунок                                 | Пропущені м'ячі Лорії                   | Змагання                                |                                         |
| 1                                       | 26 травня 2000                          | Сирія                                   | 0:4                                     | 4                                       | кваліфікаційні матчі ЧС-2002            |                                         |
| 2                                       | 7 жовтня 2000                           | Саудівська Аравія                       | 0:1                                     | 1                                       | кваліфікаційні матчі ЧС-2002            |                                         |
| 3                                       | 23 квітня 2001                          | Макао                                   | 5:0                                     | -                                       | кваліфікаційні матчі ЧС-2002            |                                         |
| 4                                       | 17 серпня 2005                          | Грузія                                  | 1:2                                     | 2                                       | кваліфікаційні матчі ЧС-2006            |                                         |
| 5                                       | 3 вересня 2005                          | Албанія                                 | 1:2                                     | 2                                       | кваліфікаційні матчі ЧС-2006            |                                         |
| 6                                       | 7 вересня 2005                          | Грузія                                  | 1:2                                     | 2                                       | кваліфікаційні матчі ЧС-2006            |                                         |
| 7                                       | 8 жовтня 2005                           | Грузія                                  | 0:0                                     | -                                       | кваліфікаційні матчі ЧС-2006            |                                         |
| 8                                       | 14 лютого 2006                          | Йорданія                                | 0:2                                     | 2                                       | Товариський матч                        |                                         |
| 9                                       | 24 лютого 2006                          | Північна Корея                          | 0:0                                     | -                                       | Товариський матч                        |                                         |
| 10                                      | 1 березня 2006                          | Грузія                                  | 0:2                                     | 2                                       | кваліфікаційні матчі ЧЄ-2008            |                                         |
| 11                                      | 16 серпня 2006                          | Бельгія                                 | 0:0                                     | -                                       | кваліфікаційні матчі ЧЄ-2008            |                                         |
| 12                                      | 6 вересня 2006                          | Азербайджан                             | 1:1                                     | 1                                       | кваліфікаційні матчі ЧЄ-2008            |                                         |
| 13                                      | 7 жовтня 2006                           | Польща                                  | 0:1                                     | 1                                       | кваліфікаційні матчі ЧЄ-2008            |                                         |
| 14                                      | 11 жовтня 2006                          | Фінляндія                               | 0:2                                     | 2                                       | кваліфікаційні матчі ЧЄ-2008            |                                         |
| 15                                      | 15 листопада 2006                       | Португалія                              | 0:3                                     | 3                                       | кваліфікаційні матчі ЧЄ-2008            |                                         |
| 16                                      | 7 лютого 2007                           | КНР                                     | 1:2                                     | 2                                       | Товариський матч                        |                                         |
| 17                                      | 9 березня 2007                          | Азербайджан                             | 1:0                                     | -                                       | кваліфікаційні матчі ЧЄ-2008            |                                         |
| 18                                      | 11 березня 2007                         | Узбекистан                              | 1:1                                     | 1                                       | Товариський матч                        |                                         |
| 19                                      | 24 березня 2007                         | Сербія                                  | 2:1                                     | 1                                       | кваліфікаційні матчі ЧЄ-2008            |                                         |
| 20                                      | 2 червня 2007                           | Вірменія                                | 1:2                                     | 2                                       | кваліфікаційні матчі ЧЄ-2008            |                                         |
| 21                                      | 6 червня 2007                           | Азербайджан                             | 1:1                                     | 1                                       | Товариський матч                        |                                         |
| 22                                      | 22 серпня 2007                          | Фінляндія                               | 1:2                                     | 2                                       | кваліфікаційні матчі ЧЄ-2008            |                                         |
| 23                                      | 8 вересня 2007                          | Таджикистан                             | 1:1                                     | 1                                       | Товариський матч                        |                                         |
| 24                                      | 12 вересня 2007                         | Бельгія                                 | 2:2                                     | 2                                       | кваліфікаційні матчі ЧЄ-2008            |                                         |
| 25                                      | 13 жовтня 2007                          | Польща                                  | 1:3                                     | 3                                       | кваліфікаційні матчі ЧЄ-2008            |                                         |
| 26                                      | 16 жовтня 2007                          | Португалія                              | 1:2                                     | 2                                       | кваліфікаційні матчі ЧЄ-2008            |                                         |
| 27                                      | 21 листопада 2007                       | Вірменія                                | 1:0                                     | -                                       | кваліфікаційні матчі ЧЄ-2008            |                                         |
| 28                                      | 24 листопада 2007                       | Сербія                                  | 0:1                                     | 1                                       | кваліфікаційні матчі ЧЄ-2008            |                                         |
| 29                                      | 26 березня 2008                         | Вірменія                                | 0:1                                     | 1                                       | Товариський матч                        |                                         |
| 30                                      | 23 травня 2008                          | Росія                                   | 0:6                                     | 6                                       | Товариський матч                        |                                         |
| 31                                      | 27 травня 2008                          | Чорногорія                              | 0:3                                     | 3                                       | Товариський матч                        |                                         |
| 32                                      | 20 серпня 2008                          | Андорра                                 | 3:0                                     | -                                       | кваліфікаційні матчі ЧС-2010            |                                         |
| 33                                      | 6 вересня 2008                          | Хорватія                                | 0:3                                     | 3                                       | кваліфікаційні матчі ЧС-2010            |                                         |
| 34                                      | 10 вересня 2008                         | Україна                                 | 1:3                                     | 3                                       | кваліфікаційні матчі ЧС-2010            |                                         |
| 35                                      | 11 лютого 2009                          | Естонія                                 | 2:0                                     | -                                       | Товариський матч                        |                                         |
| 36                                      | 1 квітня 2009                           | Білорусь                                | 1:5                                     | 5                                       | кваліфікаційні матчі ЧС-2010            |                                         |
| 37                                      | 9 лютого 2011                           | Білорусь                                | 1:1                                     | -                                       | Товариський матч                        |                                         |
| 38                                      | 26 березня 2011                         | Німеччина                               | 0:4                                     | 4                                       | кваліфікаційні матчі ЧЄ-2012            |                                         |
| 39                                      | 29 березня 2016                         | Грузія                                  | 1:1                                     | 1                                       | Товариський матч                        |                                         |
| 40                                      | 7 червня 2016                           | КНР                                     | 1:0                                     | -                                       | Товариський матч                        |                                         |

Загалом: 40 поєдинків / 66 пропущених м'ячів

## Досягнення

### Командні
«Женіс»
- Прем'єр-ліга Казахстану
  -  Чемпіон (2): 2000, 2001

- Кубок Казахстану
  -  Володар (2): 2000/01, 2002

- Східно-Азійські ігри
  -  Бронзовий призер (1): 2001

«Астана-1964»
- Прем'єр-ліга Казахстану
  -  Чемпіон (1): 2006

«Шахтар» (Караганда)
- Прем'єр-ліга Казахстану
  -  Чемпіон (1): 2007

«Локомотив» (Астана)
- Прем'єр-ліга Казахстану
  -  Срібний призер (1): 2009

«Іртиш»
- Прем'єр-ліга Казахстану
  -  Срібний призер (1): 2012
  -  Бронзовий призер (2): 2010, 2016

«Різеспор»
- Перша ліга Туреччини
  -  Срібний призер (1): 2012/13

«Кайрат»
- Прем'єр-ліга Казахстану
  -  Бронзовий призер (1): 2013

### Особисті
- Футболіст року в Казахстані: 2006
- Входить до п'ятірки рекордсменів за кількістю зіграних матчів у чемпіонатах Казахстану серед воротарів[25].